# Christian Friis (Amtmann)
Christian Friis (* 21. Dezember 1556 in Ørlunde (heute: Ørbæklunde) auf Fünen; † 29. Juli 1616 in Christiania) war ein dänischer Adliger und königlicher Kanzler in Dänemark.

## Leben
Christian Friis war ein Sohn von Henrik Friis († 1571) aus einem der führenden dänischen Adelsgeschlechtern, den sogenannten Schwarzen Friisen, und Margrethe Bild von Ravnholt. Sein Onkel Johan Friis (1494–1570) war königlicher Kanzler.
Schon mit 10 Jahren wurde Christian Friis mit einem Hofmeister nach Rostock geschickt. Er lebte dort im Hause des Theologieprofessors Lucas Bacmeister, der bis 1562 königlicher Hofprediger in Kolding gewesen war. Nach dem Tod seines Vaters kehrte er kurzfristig in die Heimat zurück, begab sich dann aber wieder zum Studium nach Deutschland, wo er sich zunächst an der Universität Rostock einschrieb. Zu seinen Lehrern dort gehörte David Chyträus, mit dem er noch Jahrzehnte später über die Geschichte und Geographie Norwegens korrespondierte. Anschließend besuchte er die Hochschulen in Leipzig, Jena, Tübingen und Basel, bevor er 1577 über Genf nach Paris reiste. 1579 schrieb er sich an der Universität in Padua ein. Dabei erwarb er eine hervorragende Ausbildung und Kenntnisse mehrerer Fremdsprachen.
1581 kehrte er nach Dänemark zurück und trat das väterliche Erbe an. Von seinem Onkel erbte er das Gut Borreby bei Magleby, das dieser nach der Reformation aus dem Besitz des Bistums Roskilde erhalten hatte. Seine politische Karriere begann er in der Rentekammer der königlichen Kanzlei. 1583 wurde er Lehnsmann in Trondheim für Jämtland und Härjedalen in Norwegen. Sein Zuständigkeit wurde 1585 auf das ganze Trøndelag erweitert. Auch sein Aufgabenbereich vergrößerte sich schnell. Er kümmerte sich um die Verbesserung des Kirchenwesens und verhandelte in Grenzstreitigkeiten mit Russland in Nordnorwegen. Sein wachsendes Ansehen bei König Friedrich II. zeigt sich u. a. darin, dass seine Hochzeit mit Mette Hardenberg († 1617) am 11. Mai 1585 im königlichen Schloss in Kopenhagen gefeiert wurde. Die Ehe blieb kinderlos.
Nach König Friedrichs Tod berief der Regierungsrat für den unmündigen König Christian IV. Friis 1589 aus Norwegen ab. Er wurde Lehnsmann in Slagelse auf Seeland und konnte so den Rat unterstützen. Er residierte in dem 1580 aufgegebenen und zu einem Schloss umgebauten Kloster Antvorskov, in dem 1588 König Friedrich II. gestorben war. 1592 reiste er noch einmal nach Norwegen, um seinen Nachfolger Ludvig Munk, Vater von Kirsten Munk, und den Statthalter Aksel Knudsen Gyldenstierne bei Verhandlungen mit Russland zu unterstützen. Im Januar 1595 vertrat er den noch minderjährigen König als Pate des späteren schwedischen Königs Gustav Adolf.
1596 übernahm er die nach dem Tod von Niels Kaas 1594 vakante königliche Kanzlei und wurde in den Reichsrat aufgenommen. Er gewann so großen Einfluss auf den eben volljährig gewordenen jungen König Christian IV. Zu seinem Unterhalt erhielt er das ehemalige Sankt-Knut-Kloster in Odense. Als Kanzler förderte er – auch mit seinem eigenen Wohlstand – die Wissenschaft. Zudem unternahm er zahlreiche diplomatische Reisen, teils zusammen mit dem König, teils in dessen Vertretung. Während des Kalmarkrieges war er in Abwesenheit des Königs Vorsitzender der Regierung und leitete die Verhandlungen des Friedensvertrags von Knærød vom 20. Januar 1613, in dem Schweden Finnland an Dänemark abtreten musste. Er starb auf einer Reise mit dem König auf einem Schiff im Hafen von Christiania und wurde in der Frauenkirche in Kopenhagen beigesetzt.